# Pornogrind
Pornogrind, jenž je někdy známý i jako porno grind, porno-grind či porn grind je hudební podžánr grindcore a death metalu, ve kterém se vyskytují texty se sexuálními tématy.
Tento žánr, společně s deathgrindem, je příbuzný s goregrindem a byl popsán magazinem Zero Tolerance jako nejvíce perverzní styl, prokládaný vokály vytaženými přímo až z břicha.
Artwork alb pornogrindových kapel je znám pro svoji urážlivou, přírodní image, která zaručeně, jak tvrdí Natalie Purcellová ve své knize Death Metal Music: The Passion and Politics of a Subculture: „by nebyla vpuštěna do většiny obchodů“.
Za jedny z prvních pornogrindových skupin jsou považovány německé kapely Gut ze Stuttgartu a Dead z Norimberku. 

Mezi další známé kapely tohoto stylu mimo jiné patří Meat Shits, Cock and Ball Torture, Insanity Excursion, Waco Jesus, Fleischwald, Satsugai, Ebanath, Explosive Bowe Syndrome, Vulvulator, Epicrise, SpermSwamp, Sperm Of Mankind, SpermBloodShit, Sperm Overdose, Bloody Diarrhoea, Vaginal Scrotum, Vaginal Diarrhoea.